# 限定
限定（げんてい）とは、数量や範囲、権限などを一定の範囲に狭める事である。

## 論理学・哲学における限定
哲学および論理学では、ある思考の対象となる同意概念に対して種差を加えて、種概念を作りだす事または、ある概念にある内包を加えて外延を小さくする事という意で用いる。これらはいずれもその概念の曖昧さを取り除く為に用いられる。従って限定とは定義のことである。またこれらの働きによって得られた結果も限定ということがある。

### アルケーと限定
哲学で限定はアルケーに関連した用語として用いられる事が多い。哲学者アナクシマンドロスは、万物の根源アルケーが水であるというタレスの見解に対し反対の性質を持つ火が生成されることを例示して異論を唱え変化、生成および消滅する全ての存在は限界を持っている、すなわち限定されていると考えた。その上で原理すなわちアルケーは限界を持ってはならないアペイロンであるとする一元論を提唱した。

## 参考資料
- ブリタニカ国際大百科事典（TBSブリタニカ）
- 哲学事典(平凡社、ISBN 978-4-582-10001-3)
- https://www.7key.jp/data/philosophy/anaximandros.html